# オリバー・マラチ
オリバー・マラチ（Oliver Marach, 1980年7月16日 - ）は、オーストリア・グラーツ出身の男子プロテニス選手。オリヴァー・マラッハやマラックとも呼ばれる。
これまでにATPツアーでダブルス15勝を挙げている。右利き、バックハンド・ストロークは両手打ち。自己最高ランキングはシングルス82位、ダブルス2位。

## ATPツアー決勝進出結果

### ダブルス: 33回 (15勝18敗)
| 結果   | No. | 決勝日         | 大会                 | サーフェス    | パートナー                   | 対戦相手                                              | スコア                 |
| ------ | --- | -------------- | -------------------- | ------------- | ---------------------------- | ----------------------------------------------------- | ---------------------- |
| 準優勝 | 1.  | 2006年5月29日  | ペルチャッハ         | クレー        | シリル・スーク               | ポール・ハンリー ジム・トーマス                       | 3–6, 6–4, [5–10]       |
| 準優勝 | 2.  | 2006年7月16日  | ボースタード         | クレー        | クリストファー・カス         | ヨナス・ビョルクマン トーマス・ヨハンソン             | 3–6, 6–4, [4–10]       |
| 準優勝 | 3.  | 2006年7月30日  | キッツビュール       | クレー        | シリル・スーク               | フィリップ・コールシュライバー ステファン・コウベック | 2–6, 3–6               |
| 準優勝 | 4.  | 2007年4月23日  | カサブランカ         | クレー        | ルカシュ・クボット           | ジョーダン・カー ダビド・シュコッホ                   | 6-7(4-7), 6-1, [4-10]  |
| 優勝   | 1.  | 2007年9月17日  | ブカレスト           | クレー        | ミハル・メルティナク         | マルティン・ガルシア セバスティアン・プリエト         | 7-6(7-2), 7-6(10-8)    |
| 優勝   | 2.  | 2008年3月1日   | アカプルコ           | クレー        | ミハル・メルティナク         | ルイス・オルナ アグスティン・カレリ                   | 6-2, 6-7(3-7), [10-7]  |
| 準優勝 | 5.  | 2009年3月1日   | アカプルコ           | クレー        | ルカシュ・クボット           | ミハル・メルティナク フランティセク・チェルマク       | 6–4, 4–6, [7–10]       |
| 優勝   | 3.  | 2009年4月11日  | カサブランカ         | クレー        | ルカシュ・クボット           | シーモン・アスペリン ポール・ハンリー                 | 7–6(7-4), 3-6, [10-6]  |
| 優勝   | 4.  | 2009年5月4日   | ベオグラード         | クレー        | ルカシュ・クボット           | ヨハン・ブルンストロム ジャン＝ジュリアン・ロジェ     | 6-2, 7-6(7-3)          |
| 優勝   | 5.  | 2009年11月1日  | ウィーン             | ハード (室内) | ルカシュ・クボット           | ユリアン・ノール ユルゲン・メルツァー                 | 2-6, 6-4, [11-9]       |
| 優勝   | 6.  | 2010年2月6日   | サンティアゴ         | クレー        | ルカシュ・クボット           | ポティート・スタラーチェ オラシオ・セバジョス         | 6-4, 6-0               |
| 準優勝 | 6.  | 2010年2月14日  | コスタ・ド・サイペ   | クレー        | ルカシュ・クボット           | パブロ・クエバス マルセル・グラノリェルス             | 5-7, 4-6               |
| 優勝   | 7.  | 2010年2月27日  | アカプルコ           | クレー        | ルカシュ・クボット           | ファビオ・フォニーニ ポティート・スタラーチェ         | 6-0, 6-0               |
| 優勝   | 8.  | 2010年5月8日   | ミュンヘン           | クレー        | サンティアゴ・ベントゥーラ   | エリック・ブトラック ミヒャエル・コールマン           | 5-7, 6-3, [16-14]      |
| 準優勝 | 7.  | 2011年2月6日   | サンティアゴ         | クレー        | ルカシュ・クボット           | ブルーノ・ソアレス マルセロ・メロ                     | 3-6, 6-7(3-7)          |
| 優勝   | 9.  | 2011年2月20日  | ブエノスアイレス     | クレー        | レオナルド・マイエル         | フランコ・フェレイロ アンドレ・サ                     | 7-6(8-6), 6-3          |
| 準優勝 | 8.  | 2011年4月30日  | ベオグラード         | クレー        | アレクサンダー・ペヤ         | フランティセク・チェルマク フィリップ・ポラーシェク   | 5-7, 2-6               |
| 優勝   | 10. | 2011年7月21日  | ハンブルク           | クレー        | アレクサンダー・ペヤ         | フランティセク・チェルマク フィリップ・ポラーシェク   | 6-4, 6-1               |
| 優勝   | 11. | 2011年9月30日  | バンコク             | ハード (室内) | アイサム＝ウル＝ハク・クレシ | ミヒャエル・コールマン アレクサンダー・ワスケ         | 7-6(7-4), 7-6(7-5)     |
| 優勝   | 12. | 2012年1月11日  | オークランド         | ハード        | アレクサンダー・ペヤ         | フランティセク・チェルマク フィリップ・ポラーシェク   | 6-3, 6-2               |
| 準優勝 | 9.  | 2012年5月26日  | ニース               | クレー        | フリップ・ポラセック         | ボブ・ブライアン マイク・ブライアン                   | 6-7(5-7), 3-6          |
| 準優勝 | 10. | 2013年4月28日  | ブカレスト           | クレー        | ルーカス・ドロウヒー         | マックス・ミルヌイ ホリア・テカウ                     | 6-4, 4-6, [6-10]       |
| 準優勝 | 11. | 2013年10月27日 | バーゼル             | ハード (室内) | ユリアン・ノール             | ドミニク・イングロット トレト・ユーイ                 | 3-6, 6-3, [4-10]       |
| 優勝   | 13. | 2014年2月9日   | ビニャ・デル・マール | クレー        | フロリン・メルジャ           | フアン・セバスティアン・カバル ロベルト・ファラ       | 6-2, 6-4               |
| 準優勝 | 12. | 2014年7月14日  | ボースタード         | クレー        | ジェレミー・シャルディー     | ヨハン・ブルンストロム ニコラス・モンロー             | 6-4, 6-7(5-7), [7-10]  |
| 準優勝 | 13. | 2015年2月21日  | リオデジャネイロ     | クレー        | パブロ・アンドゥハル         | マルティン・クリザン フィリップ・オズワルド           | 6-7(3-7), 4-6          |
| 準優勝 | 14. | 2015年3月1日   | ブエノスアイレス     | クレー        | パブロ・アンドゥハル         | ヤルコ・ニエミネン アンドレ・サ                       | 6-4, 4-6, [7-10]       |
| 準優勝 | 15. | 2015年8月2日   | グシュタード         | クレー        | アイサム＝ウル＝ハク・クレシ | アレクサンドル・ブリー デニス・イストミン             | 6-3, 2-6, [5-10]       |
| 優勝   | 14. | 2016年1月10日  | チェンナイ           | クレー        | ファブリス・マルタン         | オースティン・クライチェク ブノワ・ペール             | 6-3, 7-5               |
| 優勝   | 15. | 2016年2月21日  | デルレイビーチ       | ハード        | ファブリス・マルタン         | ボブ・ブライアン マイク・ブライアン                   | 3–6, 7–6(9-7), [13–11] |
| 準優勝 | 16. | 2016年6月13日  | シュトゥットガルト   | 芝            | ファブリス・マルタン         | マーカス・ダニエル アルチョム・シタック               | 7–6(7-4), 4–6, [8–10]  |
| 準優勝 | 17. | 2016年10月2日  | 深圳                 | ハード        | ファブリス・マルタン         | ファビオ・フォニーニ ロベルト・リンドステット         | 6–7(4-7), 3–6          |
| 準優勝 | 18. | 2016年10月30日 | ウィーン             | ハード (室内) | ファブリス・マルタン         | ルカシュ・クボット マルセロ・メロ                     | 6–4, 3–6, [11–13]      |
| 準優勝 | 19. | 2017年6月18日  | シュトゥットガルト   | 芝            | マテ・パビッチ               | ジェイミー・マリー ブルーノ・ソアレス                 | 7–6(7-4), 5–7, [5–10]  |
| 準優勝 | 20. | 2017年6月30日  | アンタルヤ           | 芝            | マテ・パビッチ               | ロベルト・リンドステット アイサム＝ウル＝ハク・クレシ | 5–7, 1–4 ret.          |

## 4大大会シングルス成績
略語の説明
| W | F | SF | QF | #R | RR | Q# | LQ | A | Z# | PO | G | S | B | NMS | P | NH |

W=優勝, F=準優勝, SF=ベスト4, QF=ベスト8, #R=#回戦敗退, RR=ラウンドロビン敗退, Q#=予選#回戦敗退, LQ=予選敗退, A=大会不参加, Z#=デビスカップ/BJKカップ地域ゾーン, PO=デビスカップ/BJKカッププレーオフ, G=オリンピック金メダル, S=オリンピック銀メダル, B=オリンピック銅メダル, NMS=マスターズシリーズから降格, P=開催延期, NH=開催なし.
| 大会           | 2002 | 2003 | 2004 | 2005 | 2006 | 通算成績 |
| -------------- | ---- | ---- | ---- | ---- | ---- | -------- |
| 全豪オープン   | A    | A    | A    | 1R   | 1R   | 0–2      |
| 全仏オープン   | 1R   | A    | A    | A    | 1R   | 0–2      |
| ウィンブルドン | A    | A    | A    | A    | 1R   | 0–1      |
| 全米オープン   | A    | A    | A    | A    | 1R   | 0–1      |